# سیارک ۱۰۸۲۷
سیارک ۱۰۸۲۷ (به انگلیسی: 10827 Doikazunori، نامگذاری:1993TC3) ده هزار و هشتصد و بیست و هفتمین سیارک کشف شده‌است که در ۱۱ اکتبر ۱۹۹۳ کشف شد.
قدر مطلق سیارک برابر ۱۴.۸ است.